# 孔子删诗
孔子删诗指孔子删定《诗经》，孔子删诗说即认为孔子删定《诗经》的说法。“孔子删诗”是《诗经》学史上的重要公案，最早由《史记》记载，后有唐代孔颖达怀疑《史记》记载。对于孔子是否删诗，宋代以后争论不息，至今无定论。

## 历史
《史记·孔子世家》记载：“古者，《诗》三千余篇，及至孔子，去其重，取可施于礼义，上采契后稷，中述殷周之盛，至幽厉之缺，始于衽席。”孔安国《尚书序》记载：孔子“删诗为三百篇”。
宋代朱熹也基本肯定此说法。唐代孔颖达、明代朱彝尊、清代魏源和方玉润等皆怀疑此说。《左传》中记载孔子不到10岁时就有了定型的《诗经》，公元前544年鲁乐工为吴公子季札所奏的风诗次序与今本《诗经》基本相同。或认为《诗经》为各诸侯国协助周王室采集，之后由史官和乐师编纂整理而成。孔子也参与了整理的过程。